# Luna Wedler
Luna Sofia Wedler, née en octobre 1999 à Bachenbülach, dans le canton de Zurich (Suisse), est une actrice suisse.

## Biographie
Luna Wedler naît en octobre 1999 à Bachenbülach, dans le canton de Zurich (Suisse).
Elle fréquente l'European Film Actor School à Zurich de 2016 à octobre 2018.

### Carrière
Luna Wedler fait ses débuts en 2015 dans le film Amateur Teens de Niklaus Hilber. De son propre aveu, à 14 ans, elle postule pour le rôle « juste comme ça », mais se découvre une passion de jouer. Depuis lors, elle participe à diverses productions cinématographiques et télévisées.
Elle tient son premier rôle dans le film Blue My Mind (2017) de Lisa Brühlmann. Elle est choisie en 2018 pour jouer le rôle principal dans Das schönste Mädchen der Welt (de).
En 2022, elle tourne avec Louis Hofmann dans le film The Forger et l'année suivante dans la mini-série Toute la lumière que nous ne pouvons voir.

## Filmographie

### Cinéma
- 2015 : Amateur Teens de Niklaus Hilber : Milena
- 2017 : Flitzer de Peter Luisi : Elisa
- 2017 : Blue My Mind de Lisa Brühlmann : Mia
- 2018 : Midnight Runner (Der Läufer) d'Hannes Baumgartner : Laura
- 2018 : Das schönste Mädchen der Welt d'Aron Lehmann : Roxy
- 2019 : Dem Horizont so nah de Tim Trachte : Jessica
- 2019 : Auerhaus de Neele Leana Vollmar : Vera
- 2021 : L'Histoire de ma femme (A feleségem története) : Grete
- 2021 : Je suis Karl de Christian Schwochow : Maxi Baier
- 2021 : Soul of a Beast de Lorenz Merz : Zoé
- 2021 : The Forger (Der Passfälscher) de Maggie Peren : Gerda
- 2022 : Le Brigand Briquambroque (Der Räuber Hotzenplotz) de Michael Krummenacher (de) : la fée Amaryllis
- 2022 : Le Rêve de l'okapi (Was man von hier aus sehen kann) d'Aron Lehmann : Luise
- 2023 : Ingeborg Bachmann - Reise in die Wüste de Margarethe von Trotta : Marianne Oellers
- 2025 : Silent Friend d'Ildiko Enyedi

### Télévision

#### Séries télévisées
- 2016 : Le Croque-mort (Der Bestatter) : Katharina Feldmann
- 2018 : The Team : Claudia Weiss
- 2020 - 2021 : Biohackers : Mia
- 2021 - 2022 : Ich bin Sophie Scholl : Sophie Scholl
- 2023 : Toute la lumière que nous ne pouvons voir (All the Light We Cannot See) : Jutta

#### Téléfilms
- 2016 : Lina de Mike Schaerer : Valerie
- 2017 : Zwiespalt de Barbara Kulcsar : Seraina Berger
- 2022 : Le Faussaire (de) de  Maggie Peren  : Gerda

## Distinctions
- 2018 : Berlinale 2018 : Shooting Star de l'European Film Promotion[2]
- 2018 : Prix du cinéma suisse de la meilleure actrice dans le film Blue My Mind
- 2018 : Prix du film Günter Rohrbach : Prix de la radio de la Sarre pour Das schönste Mädchen der Welt (de) (partagé avec Aaron Hilmer)[3]